# SpaceX Crew-1

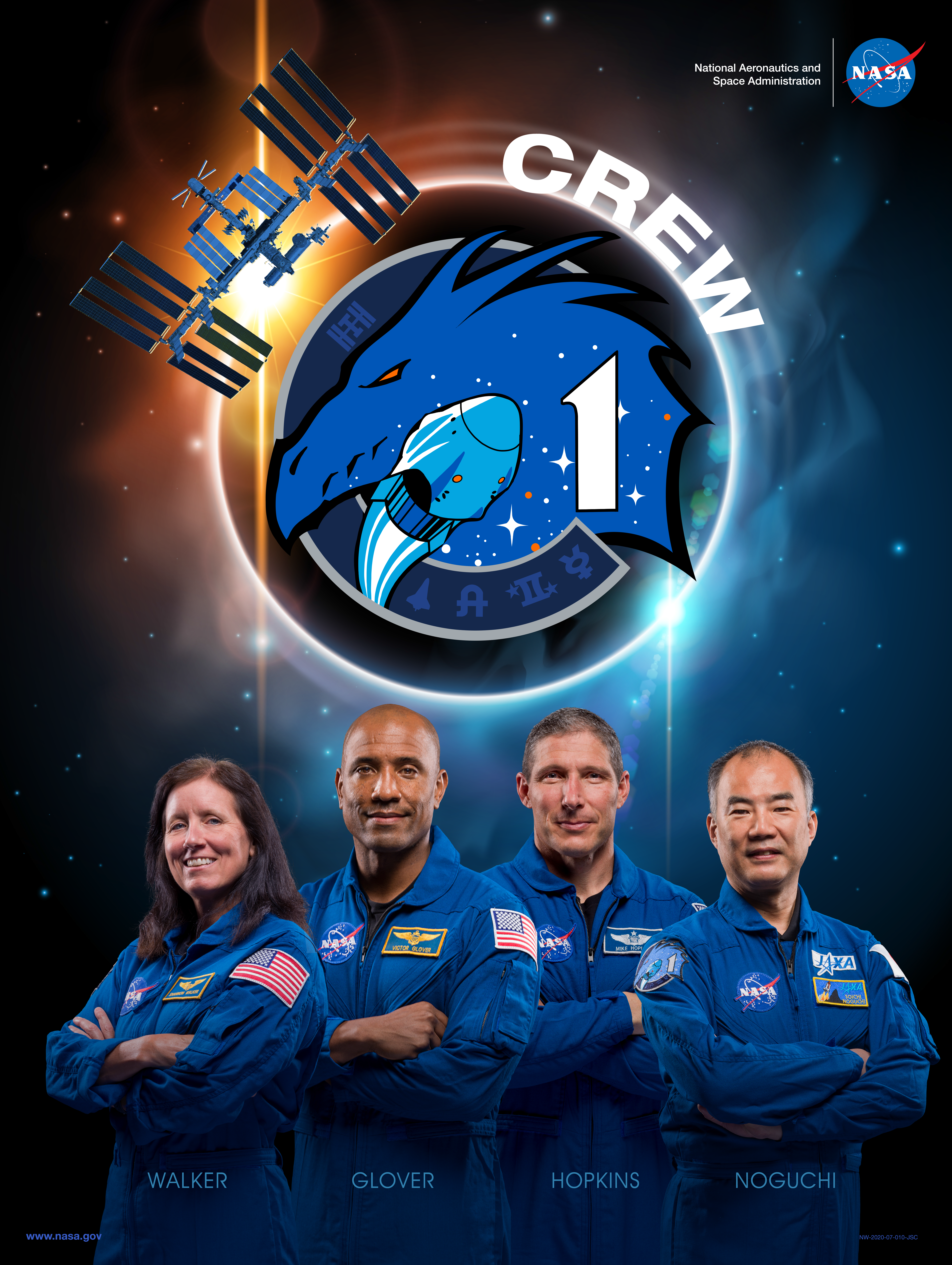
SpaceX Crew-1 besättning.

SpaceX Crew-1 är uppdragsbeteckningen för den andra bemannade rymdfärden med en Dragon 2-rymdfarkost från SpaceX. Farkosten sköts upp med en Falcon 9-raket från Kennedy Space Center LC-39A den 16 november 2020. Flygningens destination var den Internationella rymdstationen (ISS). Farkosten dockade med rymdstationen den 17 november 2020.
Efter dockningen blev besättningen del av Expedition 64s arbete ombord på rymdstationen.
Den 5 april 2021 flyttade man farkosten från Harmony modulens främre dockningsport till zenit dockningsporten på samma modul.
Farkosten lämnade rymdstationen den 2 maj 2021, några timmar senare återinträdde den i jordens atmosfär och landade man Mexikanska golfen.

## Besättning
| Befälhavare    | Michael S. Hopkins, NASA Hans andra rymdfärd |
| Pilot          | Victor J. Glover, NASA Hans första rymdfärd  |
| Flygingenjör 1 | Soichi Noguchi, JAXA Hans tredje rymdfärd    |
| Flygingenjör 2 | Shannon Walker, NASA Hennes andra rymdfärd   |

## Backup
| Befälhavare    | Kjell N. Lindgren, NASA |
| Flygingenjör 1 | Koichi Wakata, JAXA     |